# Serra solare
Una serra solare è un elemento dell'architettura biocompatibile costituito da una serra vera e propria che coadiuva il riscaldamento degli edifici introitando la radiazione solare.

## Come funziona
Rappresenta un semplice sistema di risparmio energetico nell'edilizia, ottenibile anche, nel caso di recupero edilizio, attraverso la chiusura di balconi, terrazze, logge, altane e simili.
Il suo funzionamento è dato da ampie superfici vetrate, che consentono ai raggi solari di penetrare all'interno del volume e di ottenere così un aumento del calore e dell'illuminazione naturale. In edilizia viene utilizzata per ridurre i consumi di utenza, come per i riscaldamenti, illuminazione elettrica e, in alcuni casi, anche per il contenere il consumo di metano se all'interno vi sono gli impianti di cottura. Infatti, in questa ultima ipotesi, il calore naturale può essere sfruttato per induzione sugli strumenti da cucina, in quanto il calore sviluppatosi nella serra va ad aggiungersi al calore originatosi dai fornelli. Svariati, comunque, possono essere gli usi dell'energia naturale che la serra apporta, se tra la differenza della struttura con la serra e l'analoga, ma senza captazione, si delinea in ogni caso un abbassamento dei consumi energetici. 

## Norme
L'aspetto più interessante per la serra solare (che viene detta anche serra bioclimatica) è dato dalla disciplina normativa che alcune Amministrazioni ad essa riconducono. Purtroppo, se non correttamente valutata, una serra solare può essere confusa con un mero aumento di volumetria o, addirittura, in abuso edilizio soggetto alla demolizione. In questi casi bisogna distinguere che non tutte le strutture hanno la capacità di essere considerate delle serre captanti, ma solo quelle rivolte a sud, là dove, per le condizioni di irraggiamento solare, le superfici opache risultano illuminate per un apprezzabile lasso di tempo. Ciò significa che, nell'arco di una giornata tipo, la serra deve ricevere sufficientemente sole da riscaldare gli ambienti interni, avuto riguardo al fine per il quale viene realizzata, cioè il risparmio energetico. Da ciò si ricava che, una serra solare, da scomputarsi dalla volumetria astrattamente realizzata, è soltanto quella che permette ai raggi solari di penetrare e di ottenere luce e calore in maniera efficiente rispetto al fine per il quale è preposta. Caso diverso è per una veranda che non sfrutta a sufficienza l'irradiazione del sole (ad esempio perché il piano è basso, oppure è rivolta a nord o è coperta dall'ombra di un altro edificio). In questa ultima ipotesi, la struttura non può essere considerata una serra, proprio perché, com'è agevole comprendere, non si viene a creare l'effetto serra tipico della suddetta struttura, rimanendo semplicemente una veranda e come tale, soggetta ad incidere sulla cubatura.

## Dal punto di vista giuridico
La serra solare (e in senso ampio, tutto ciò che comporta un risparmio energetico) è fortemente tutelato da leggi comunitarie, nazionali e regionali. In questa ottica, gli Enti Locali hanno l'obbligo imposto dalla legge di vigilanza sulla bioedilizia, affinché venga sempre osservata la fattibilità e la conseguente realizzazione di opere che comportano un risparmio energetico. Molti regolamenti edilizi si stanno muovendo in senso positivo, implementando opere che incentivano il risparmio energetico per dar vita a una nuova concezione edilizia biologicamente compatibile con l'ambiente (bioedilizia). 
I pubblici ufficiali che non vigilano affinché sia osservata la bioedilizia ovvero, errando, ordinano la demolizione di opere biosostenibili, commettono un errore in quanto omettono di tutelare l'ambiente. Per cui un atto amministrativo che non tenga conto di questa disciplina è censurabile sia sul piano giuridico che contabile. 
Ai sensi dell'art. 1 della L. 10/1991, le opere di edilizia eco-sostenibile sono considerate di pubblico interesse, che è l'obiettivo primario della Pubblica Amministrazione. All'art. 123 del D.P.R. 380/2001 (ispirato dalla ratio legis dell'art. 26 della predetta L. 10/1991), le opere di bioedilizia non necessitano di autorizzazione specifica, ma sono soggette a semplice comunicazione di inizio lavori.
La normativa regionale, negli ultimi anni, si è orientata in tal senso, con procedure più snelle, volte a favorire ed incentivare (anche economicamente) l'edilizia realizzata al fine del risparmio energetico.

## Riferimenti
- https://web.archive.org/web/20160619104948/http://orangeries.it/serre-bioclimatiche.html
- Alessandro Rogora, Architettura ed energia solare (PDF), su isaac.supsi.ch, SUPSI - DACD - ISAAC (archiviato dall'url originale il 29 dicembre 2009).

- La serra solare di C. Zappone, Esselibri editore, Napoli, 2005